# Olea cordatula
Espèce
Classification phylogénétique
Olea cordatula H.L. Li est est une espèce de plantes à fleurs du genre Olea et de la famille des Oleaceae. C'est un arbre qui peut atteindre 10 m de haut et qui pousse au Vietnam. Sa description figure dans la révision du genre Olea par P.S. Green (2012).

## Synonymes
- Tetrapilus cordatus (H.L. Li) (1957),
- Liniocera mo Gagnep. (1948).

## Description botanique

### Appareil végétatif
C'est un arbre qui peut atteindre 10 m de haut. Les jeunes branches sont veloutées. Les feuilles sont subcoriaces, les pétioles mesurent de 3 à 6 mm de long, veloutés. Le limbe des feuilles est lancéolé-elliptique à oblancéolé, de 11 à 25 cm de long par (2,5-)3,5 à 9 cm de large, velouté en dessous, glabre au-dessus, la base arrondie, subauriculée, l'apex pointu, parfois légèrement acuminé, les marges sont dentelées ou dentées, spécialement dans la moitiè supérieure. Les nervures primaires  sont au nombre de 12 à 14 de part et d'autre de la nervure principale, saillantes sur le dessus, enfoncées sur le dessous la nervuration est sombre.

### Appareil reproducteur

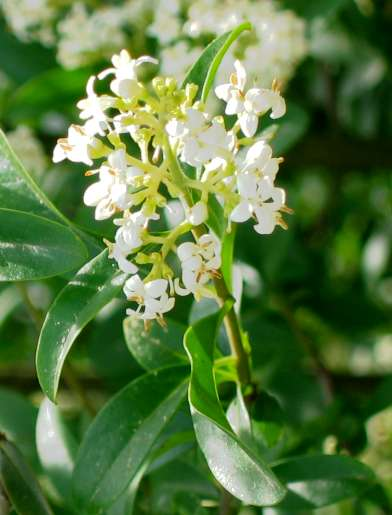
Inflorescence d'Oleacée en panicule.

Les inflorescences sont axillaires, étroitement en cymes paniculées longues de 2 à 6 cm, veloutées. Les fleurs sont abondantes, avec des bractées de 2 à 3 mm de long. Le calice est velouté, le tube mesurant de 0,25 à 0,5 mm de long. La corolle est blanchâtre ou jaunâtre, charnue, le tube mesure 0,25 mm de long, les lobes sont triangulaires de 0,75 mm de long. La corolle est verdâtre, plus ou moins allongée-triangulaire, non divisée, formant un tube de 1 mm de long sur 0,5 mm de large, les lobes ayant 1 mm de long sur 0,5 mm de large. Les anthères sont largement elliptiques, de 0,5 mm de long, le filet mesurant 0,2 mm de long, adhérent et non-développé en un appendice. L'ovaire est en forme de bouteille mesurant 1 mm de long, le style est imperceptible, avec un stigmate de 0,3 mm de long. Le fruit n'est pas connu.

### Répartition géographique
On trouve cette espèce au Vietnam.

## Sources
Pour des articles plus généraux, voir Oleaceae et Olea.